# オスカル・ミニャンブレス
オスカル・ミニャンブレス・パスクアル（Óscar Miñambres Pascual, 1981年1月1日 - ）はスペイン出身の元サッカー選手。ポジションはミッドフィルダーとディフェンダー。元U-21スペイン代表。
右サイドならオフェンシブでもディフェンシブでもプレーできる。レアル・マドリードのカンテラ出身。
2001-2002シーズンにトップチームデビュー。2004-2005シーズンにはエスパニョールにレンタル移籍をしたが、怪我のため出場機会に恵まれず、翌シーズンにレアル・マドリードに復帰するも再び大怪我を負い長期離脱を余儀なくされた。2006年12月に怪我から復帰した。2007-2008シーズンはセグンダ（2部リーグ）のエルクレスCFへ移籍したが、練習初日に古傷の具合が思わしくないことが判明、退団が決まった。その6時間後、現役引退を発表した。

## 所属クラブ
- レアル・マドリードB（スペイン）　2000 - 2001
- レアル・マドリード（スペイン）　2001-2004
- エスパニョール（スペイン）　2004 - 2005 ('loan')
- レアル・マドリード（スペイン）　2005-2007
- エルクレスCF（スペイン）　2007